# Ong bắp cày phương Đông
Ong bắp cày phương Đông, tên khoa học Vespa orientalis, là một loài côn trùng xã hội trong họ Vespidae trông rất giống ong bắp cày Châu Âu. Đừng nhầm lẫn loài này với loài ong bắp cày khổng lồ châu Á (Vespa mandarinia).
Loài này được tìm thấy trong khu vực Tây Nam Á, Đông Bắc Phi, đảo Madagascar (nhưng không có báo cáo nào được đưa ra về sự hiện diện của nó trên đảo trong nhiều năm), Trung Đông, Trung Á và một phần của Nam Âu. Ong bắp cày phương Đông cũng đã được tìm thấy ở một số địa điểm biệt lập như Mexico và Chile do con người du nhập Ong bắp cày phương Đông sống trong các quần thể theo mùa bao gồm chế độ đẳng cấp do ong chúa thống trị. Chúng xây tổ dưới đất và giao tiếp với nhau bằng âm thanh rung cánh.
có một sọc màu vàng trên lớp biểu bì của nó (bộ xương ngoài lớp cuticule), có thể hấp thụ ánh sáng mặt trời để tạo ra một hiệu điện thế nhỏ và điều này có thể giúp cung cấp năng lượng cho quá trình đào. Ong bắp cày trưởng thành ăn mật hoa và trái cây, đồng thời tìm kiếm côn trùng và protein động vật để làm thức ăn cho con non của chúng. Bởi vì chúng là loài ăn xác thối, ong bắp cày cũng có thể đóng vai trò là vật truyền bệnh sau khi tiêu thụ thực vật bị nhiễm bệnh. Ong bắp cày là loài gây hại chính cho ong mật, tấn công các đàn ong để lấy mật và protein động vật. Vết đốt của ong bắp cày phương Đông có thể khá đau đối với con người và một số người bị dị ứng với vết đốt.

## Phân loại và phát sinh loài
Ong bắp cày phương Đông (V. orientalis) thuộc họ Vespa trong họ Vespidae. V.  orientalis có khả năng thích nghi độc đáo với khí hậu khô cằn, điều này che giấu mối quan hệ sinh vật thực vật của nó với các loài khác thuộc chi Vespa, gây khó khăn cho việc lập bản đồ chỉ dựa trên dữ liệu hình thái học. Do đó, việc sử dụng dữ liệu phân tử là rất quan trọng để lập bản đồ chính xác các mối quan hệ phát sinh loài của nó. Dựa trên phát sinh loài phân tử, V. orientalis có quan hệ họ hàng gần nhất với Vespa affinis và Vespa mocsaryana. Trong khi lịch sử tồn tại về việc công nhận các loài phụ trong nhiều loài ong bắp cày, bao gồm cả V. orientalis, bản sửa đổi phân loại gần đây nhất của chi coi tất cả các tên phụ cụ thể trong chi Vespa là từ đồng nghĩa, chỉ cho chúng thành tên không chính thức cho các dạng màu khu vực.

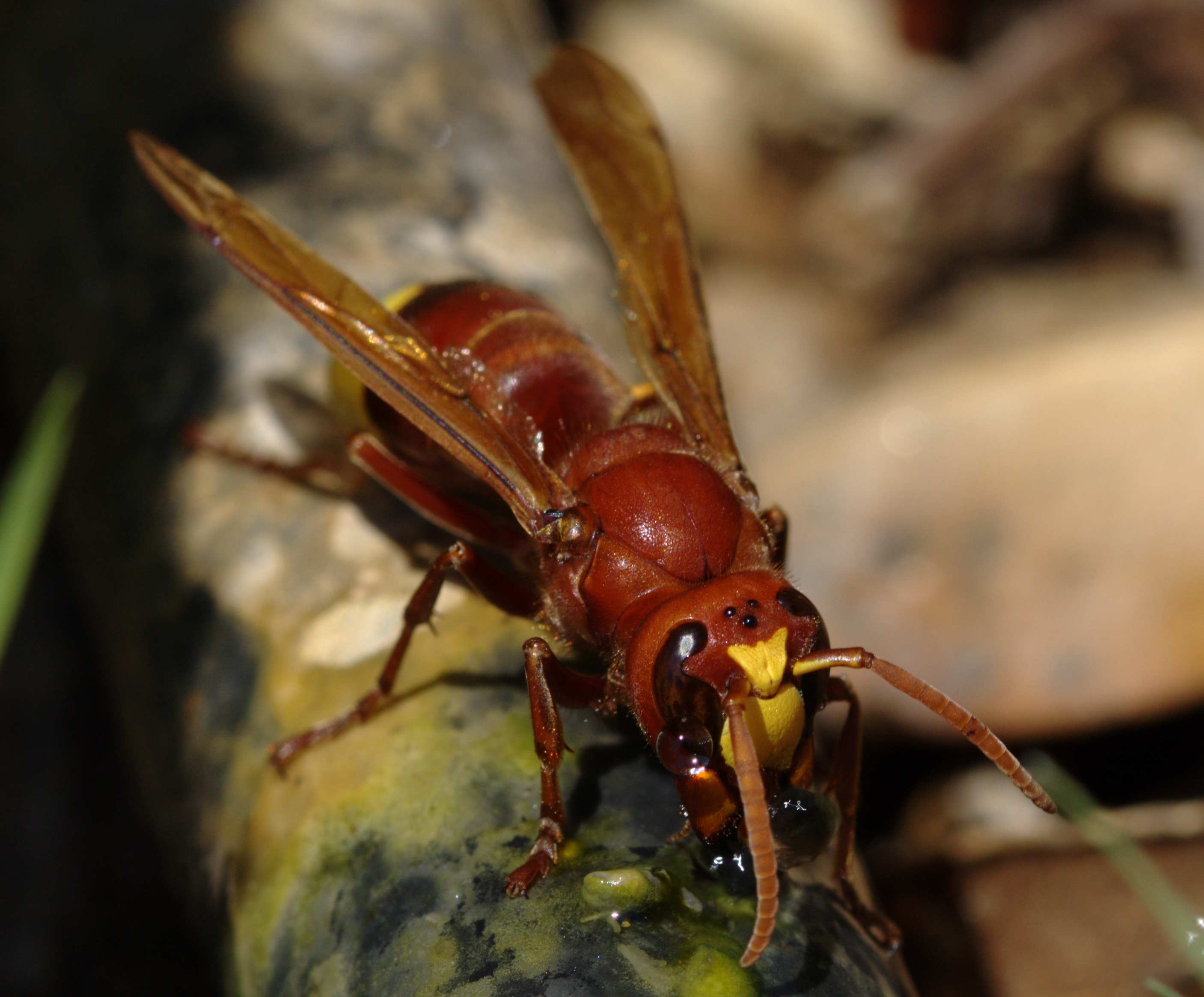
Hình ảnh gần của V. orientalis

## Hình ảnh

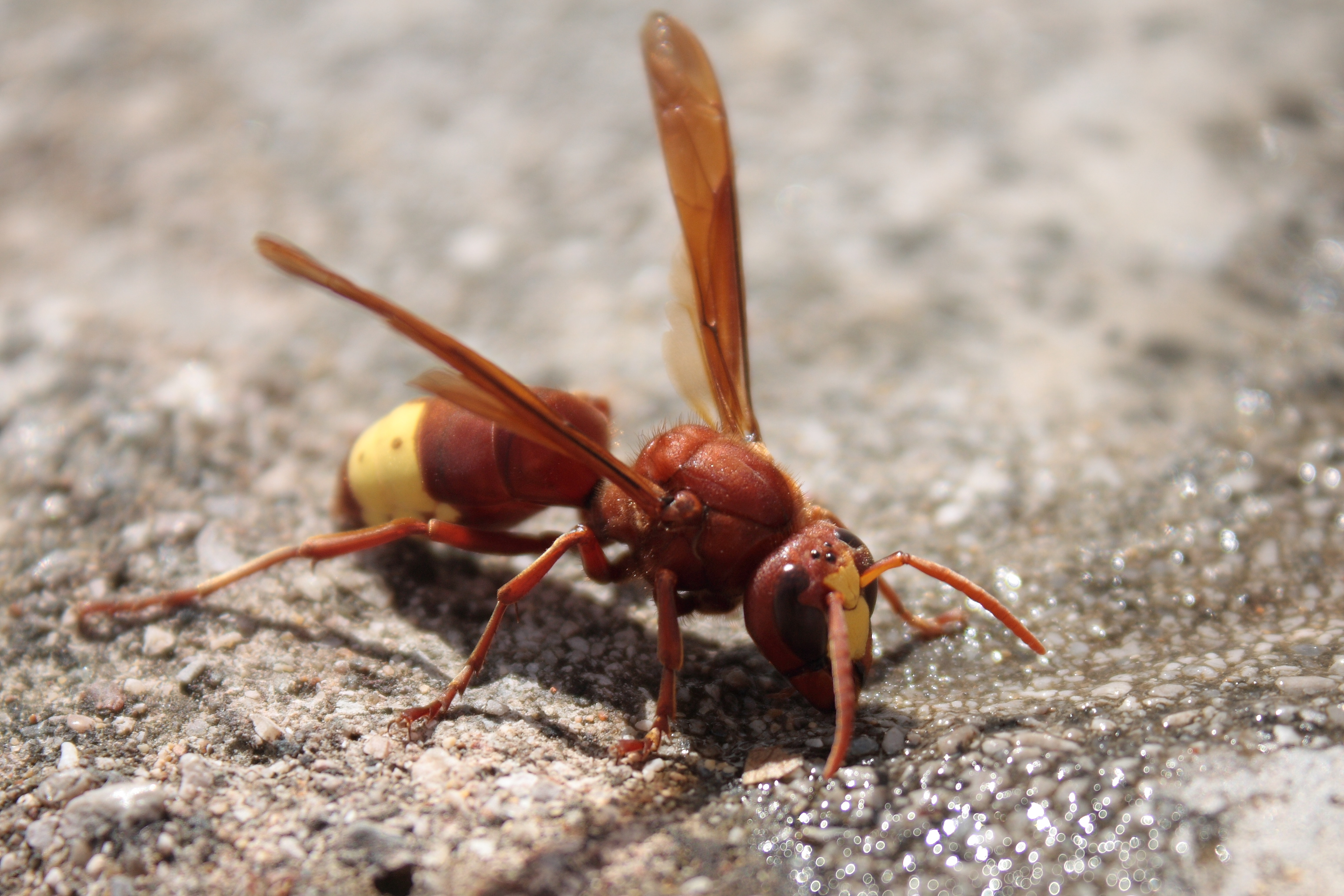
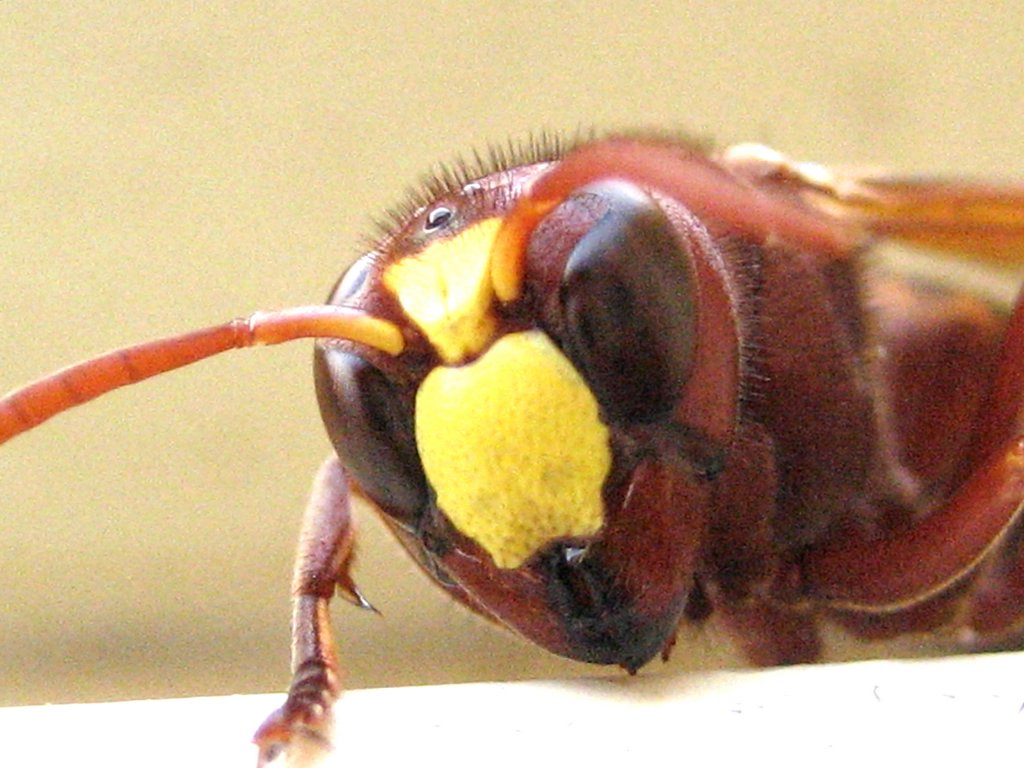
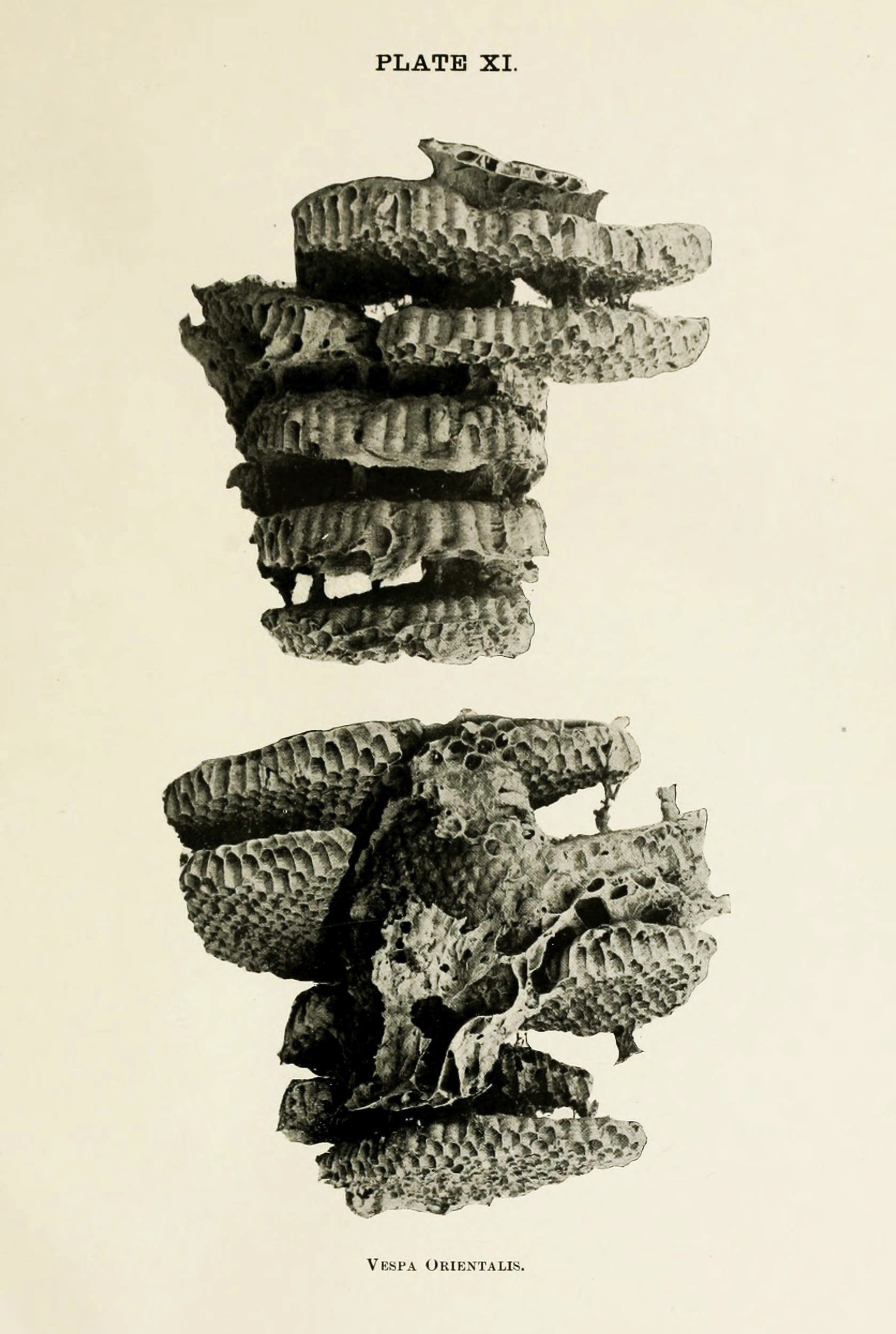
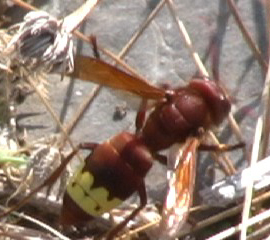